# Václav Kokštejn
Václav Kokštejn (22 settembre 1923 – 9 maggio 1996) è stato un calciatore cecoslovacco, di ruolo centrocampista.

## Carriera

### Club
Ha sempre giocato nel campionato cecoslovacco.

### Nazionale
Ha collezionato 12 presenze in Nazionale.